# Actinernus elongatus
Actinernus elongatus is een zeeanemonensoort uit de familie Actinernidae.
Actinernus elongatus is voor het eerst wetenschappelijk beschreven door Hertwig in 1882.